# Thiên thể Herbig–Haro
Thiên thể Herbig–Haro hay đối tượng Herbig–Haro (HH) là những mảng sáng trên các đám mây mù gắn liền với giai đoạn đầu của quá trình hình thành sao. Các thiên thể này được hình thành khi các ngôi sao phát ra những tia hẹp (narrow jet) của khí bị ion hóa một phần, sau đó va chạm với đám mây khí và bụi gần đó với tốc độ vài trăm km mỗi giây.
Những thiên thể này xuất hiện khắp nơi trong các khu vực hình thành sao; một số thường được nhìn thấy xung quanh một ngôi sao duy nhất và thẳng hàng với trục quay của ngôi sao đó. Hầu hết các thiên thể này nằm trong phạm vi khoảng 1 parsec (3,26 năm ánh sáng) tính từ ngôi sao mà nó bao quanh, nhưng cũng có một số nằm trong phạm vi khoảng vài parsec. Đây là những hiện tượng tạm thời khi chúng chỉ tồn tại khoảng vài chục nghìn năm. Các thiên thể HH có thể thay đổi rõ rệt trong khoảng thời gian khá ngắn – trong vài năm – khi chúng di chuyển ra khỏi sao chủ với tốc độ cao và đi tới các đám mây khí của không gian liên sao (môi trường liên sao hoặc ISM). Thông qua các quan sát của Kính viễn vọng không gian Hubble, các nhà thiên văn học đã nhận thấy sự tiến hóa phức tạp của các thiên thể HH trong khoảng thời gian vài năm, khi một số phần của đám mây khí mờ dần trong khi một số phần khác sáng lên khi chúng va chạm với vật chất trong môi trường liên sao.
Các thiên thể HH được Sherburne Wesley Burnham quan sát lần đầu vào cuối thế kỷ 19, sau đó chúng được công nhận là một loại tinh vân phát xạ riêng biệt vào những năm 1940. Những nhà thiên văn học đầu tiên nghiên cứu các thiên thể này một cách chi tiết là George Herbig và Guillermo Haro, do đó mà sau này các thiên thể HH được đặt tên dựa theo tên hai nhà thiên văn này. Herbig và Haro đã nghiên cứu một cách độc lập với các nghiên cứu về sự hình thành sao khi họ lần đầu tiên phân tích các thiên thể và nhận ra rằng chúng là sản phẩm phụ của quá trình hình thành sao. Mặc dù các thiên thể HH là một hiện tượng bước sóng có thể nhìn thấy, nhưng nhiều thiên thể vẫn không thể phát hiện được ở các bước sóng này do bụi và khí bao bọc và chỉ có thể nhìn thấy ở bước sóng hồng ngoại. Những thiên thể như vậy, khi được quan sát ở vùng hồng ngoại gần, được gọi là Thiên thể đường phát xạ hydro phân tử (MHO).